# Педуреній (Бузеу)
Педуреній (рум. Pădurenii) — село у повіті Бузеу в Румунії. Входить до складу комуни Тісеу.
Село розташоване на відстані 90 км на північний схід від Бухареста, 22 км на захід від Бузеу, 119 км на захід від Галаца, 89 км на південний схід від Брашова.

## Населення
За даними перепису населення 2002 року у селі проживали 466 осіб, усі — румуни. Усі жителі села рідною мовою назвали румунську.